# リー・カーズリー
リー・ケヴィン・カーズリー（Lee Kevin Carsley, 1974年2月28日 - ）は、イングランド・バーミンガム出身の元サッカー選手、元アイルランド代表。現サッカー指導者。現役時代のポジションは守備的ミッドフィルダー。カースリーとも表記される。
イングランドで生まれたカーズリーは、ダービー・カウンティFC、ブラックバーン・ローヴァーズFC、コヴェントリー・シティFC、エヴァートンFC、バーミンガム・シティFCと在籍したクラブは全てイングランドだったが、代表ではアイルランド代表でプレーした。

## 来歴

### クラブ

#### ダービー、コヴェントリー、ブラックバーン
1992年からダービー・カウンティFCでキャリアを始め、公式戦150試合に出場する。1998-99シーズンは、開幕前の5月にエヴァートンFCからクレイグ・ショート（en）とのトレード、後半戦にもエヴァートンとアストン・ヴィラFCからのオファーをそれぞれ拒否して残留を選択しているが、1999年3月に移籍金337万5000ポンドでブラックバーン・ローヴァーズFCと4年契約を締結した。この移籍は、ブラックバーンが降格の危機にあったことで驚きを持って伝えられており、金銭的な理由と揶揄されたが、カーズリーは真正面から否定し、「ダービーは確かに欧州カップ戦出場を狙える位置にあったが、ブラックバーンは数年前にプレミアリーグ優勝を果たしたように本来は上を狙えるビッグクラブであり、現在のリーグの順位は考慮していない」と語った。しかし、ブライアン・キッド（en）監督によって12月から1800万ポンドも掛けて大型補強されたチームを救うことが出来ず、フットボールリーグ・チャンピオンシップへと降格している。
2部で過ごすこととなった1999-2000シーズンは、主将を務めてチーム最多の得点を挙げる奮闘を見せたものの、チームは11位で昇格を逃しており、翌2000-01シーズンになるとグレアム・スーネス監督の構想外となったため、2000年12月にガリー・マカリスターの後釜として移籍金250万ポンドでプレミアリーグのコヴェントリー・シティFCと4年半契約を締結した。2000年2月には、移籍金190万ポンドでエヴァートンFCと4年半契約を締結した。

#### エヴァートン
エヴァートンFCでは、加入から2季はなかなか定位置を掴めず、先行きに不安があったものの、2004-05シーズンには、4-1-4-1フォーメーションの中盤中央の守備的な位置を任されて定期的に起用され、また、外見的に似通っていたトーマス・グラヴェセンとコンビを組むと、カーズリーの厳しいタックルで相手の攻撃の芽を摘むプレーに、グラヴェセンの自由な攻撃参加のプレーによってチームの中盤を司っており、後々になっても中盤で良いコンビが現れた際には「新たなカーズリーとグラヴェセン」と評される程、アンカー、所謂マケレレロールとしての確固たる地位を築いた。
2004年12月には、200回目となるリヴァプールFCとのマージーサイド・ダービー（1-0）で決勝点を挙げ、チームを一時的にではあるが2位まで浮上させ、最終的にプレミアリーグ創設以降でクラブ史上最高位となる4位にしてUEFAチャンピオンズリーグ 2005-06予選3回戦の出場権獲得に貢献した。
同2004-05シーズン最終節のボルトン・ワンダラーズFC戦で試合残り4分に膝を捻じり、担架に乗せられて後味悪い終わり方をしたカーズリーは、プレシーズンで練習を再開するも、2005-06シーズン開幕が直前に迫った親善試合でのフェネルバフチェSK戦で再び負傷したため、復帰するまでに5ヶ月を要しており、2006年4月のチャールトン・アスレティックFC戦まで待たなくてはならなかった。次のトッテナム・ホットスパーFC戦とチェルシーFC戦で共に先発出場をしているが、チェルシー戦でのディディエ・ドログバに対してのタックルでレッドカードによる退場処分を受け、3試合の出場停止となったためにシーズン終了となった。
2007年11月3日のバーミンガム・シティFC戦では、1-1の引き分けで試合終了に思われたところで93分に決勝点を挙げてチームを勝利に導いており、その1分後にジェームズ・ヴォーンが追加点を挙げて3-1とした。

#### バーミンガム・シティ
2007-08シーズン終了後、エヴァートンとの契約が満了となるに伴って契約更新を提案されたが、新たな挑戦を求めるために拒否し、2008年6月に故郷にあるチャンピオンシップのバーミンガム・シティFCと2年契約を締結した。バーミンガムでは、主将のダミアン・ジョンソンが数ヶ月の負傷離脱だったために主将として2008-09シーズンをスタートさせ、2位でのプレミアリーグ昇格に貢献。公式戦44試合（リーグ戦41試合）2得点を記録し、その活躍からチームの最優秀選手に選出された。
昇格初年度の2009-10シーズンは、リー・ボウヤーとバリー・ファーガソンの中盤のコンビを控えとして支える中、2009年11月のアンフィールドでのリヴァプールFC戦でダビド・ヌゴグへのタックルがペナルティーキックを取られてスティーヴン・ジェラードに決められると、試合後にヌゴグに対してPKを貰うための「不正で恥ずかしい行為」とダイブを非難した。
その後、2010年1月のFAカップでのノッティンガム・フォレストFC戦で足首に全治6週間の負傷をする等、2009年10月のアーセナル戦以降負傷に苦しんでいた影響から先発出場僅か3試合にとどまった結果、4月に同シーズン終了後にバーミンガム・シティを去ることが判明した。

#### コヴェントリー・シティ
2010年7月23日、1年契約で古巣のコヴェントリー・シティFCに8年振りに復帰し、アイディ・ブースロイド監督によって主将に任命される。同2010-11シーズン終了後に契約満了で退団するに伴い、37歳で現役引退を決断した。

### 代表
イギリスのバーミンガムに生まれながらも、祖母がコーク県出身のためにアイルランド代表でプレーする資格があり、1995年10月のU-21ポルトガル戦でU-21代表、それから2年後のルーマニア戦でA代表初出場をミック・マッカーシー監督の下で飾った。また、マッカーシー監督の下で2002 FIFAワールドカップの登録メンバーに選出され、チームはベスト16に進出しているが、自身はグループリーグ最終戦でのサウジアラビア戦にマーク・キンセラと代わって試合残り1分に出場したのみにとどまった。
2004年4月、クラブと家庭の双方に集中するために代表引退を表明するも、2005年9月には代表復帰を希望しており、すると、敵地でのキプロス戦（2-5）は未出場だったが、2006年10月のランズダウン・ロードでのチェコ戦で復帰を果たし、安定したプレーで依然として国際レベルにあることを証明した。
アイルランド代表としては、1997年から2008年のブラジル戦までの39試合を記録した。

### 監督
2011年7月にコヴェントリー・シティFCU-18の監督に就任すると、プレミアアカデミーリーグでチームを準優勝へ導く手腕が評価され、2012年には新設されたリザーブチームの監督と共にトップチームの助監督に昇格した。また、実戦を指揮することはなかったが、2013年2月に突如辞任したマーク・ロビンス（en）監督の後任として暫定ながらも就任した。
2013年7月からはコヴェントリー・シティを去り、エヴァートンFC時代の同僚デヴィッド・ウィアー監督率いるシェフィールド・ユナイテッドFCの技術助監督に就任する。しかし、チームは開幕戦でのノッツ・カウンティFC戦（1-2）以後、公式戦で12試合未勝利となり、10月11日にウィアー監督と共に解任された。

## 私生活
妻ルイザと3人の子供と共にソリフルで暮らす。ダウン症候群の次男が誕生以降は、支援団体に積極的に関わりを持ち、パトロンを務めるようになった。

## 代表歴

### 出場大会
- アイルランド代表
  - 2002 FIFAワールドカップ

### 試合数
- 国際Aマッチ 39試合 0得点（1997年-2008年）[36]

| アイルランド代表 | 国際Aマッチ | 国際Aマッチ |
| 年               | 出場        | 得点        |
| ---------------- | ----------- | ----------- |
| 1997             | 3           | 0           |
| 1998             | 5           | 0           |
| 1999             | 7           | 0           |
| 2000             | 1           | 0           |
| 2001             | 2           | 0           |
| 2002             | 4           | 0           |
| 2003             | 7           | 0           |
| 2004             | 0           | 0           |
| 2005             | 0           | 0           |
| 2006             | 2           | 0           |
| 2007             | 7           | 0           |
| 2008             | 1           | 0           |
| 通算             | 39          | 0           |